# Andrej Semjonov
Andrej Sergejevič Semjonov (rusky Андрей Серге́евич Семёнов; 24. března 1989) je bývalý ruský profesionální fotbalista, který hrál na pozici středního obránce.

## Klubová kariéra

### Amkar Perm
V Ruské Premier Lize debutoval za FK Amkar Perm 25. listopadu 2012 v zápase proti FK Anži Machačkala a v tomto zápase vstřelil gól (Amkar prohrál 1:2).

### Achmat Groznyj
Dne 4. února 2014 Amkar oznámil Semjonovův přestup do rivalského klubu RFK Achmat Groznyj.
Dne 19. května 2019 Semjonov prodloužil s klubem smlouvu do léta 2022. Dne 14. června 2022 podepsal Semjonov s Achmatem novou dvouletou smlouvu.
S koncem sezóny 2023/24 mu kontrakt vypršel a Semjonov klub opustil.

## Reprezentační kariéra
V ruské fotbalové reprezentaci debutoval 31. května 2014 v přátelském utkání proti Norsku.
Dne 2. června 2014 byl zařazen do ruského týmu pro Mistrovství světa ve fotbale 2014.
Dne 11. května 2018 byl zařazen do rozšířené ruské nominace pro Mistrovství světa ve fotbale 2018. Dne 3. června 2018 byl zařazen do konečné nominace pro šampionát. Na turnaji se za mužstvo neobjevil, šlo tedy již o druhé Mistrovství světa ve fotbale, ve kterém byl zařazen do nominace, ale nakonec nehrál v žádném zápase.
Dne 11. května 2021 byl zařazen do předběžného rozšířeného 30členného kádru pro Mistrovství Evropy ve fotbale 2020. Dne 2. června 2021 byl zařazen do konečné nominace. Celý zápas odehrál 12. června 2021 v úvodním utkání proti Belgii a debutoval na velkém turnaji, když Rusko prohrálo 0:3. Jeho chyba při odkopu míče vedla k úvodnímu gólu Romela Lukaka v 10. minutě. Ve dvou zbývajících zápasech se neobjevil. Rusko bylo vyřazeno ve skupinové fázi.